# Protestas en Etiopía de 2020
Los disturbios de Hachalu Hundessa o protestas en Etiopía de 2020 fueron una serie de disturbios civiles que ocurrieron en la región de Oromia en Etiopía, más específicamente en el punto caliente de Addis Abeba, Shashemene y Jimma, luego del asesinato del músico Oromo Hachalu Hundessa el 29 de junio de 2020. Los disturbios provocar la muerte de al menos 239 personas. Oromos también ha realizado protestas pacíficas contra el asesinato de Hachalu en el extranjero.

## Eventos
El asesinato de Hachalu Hundessa, un músico oromo y activista de los derechos civiles el 29 de junio de 2020, envió ondas de choque de ira, resentimiento y frustración en toda Etiopía. Tras su muerte, los manifestantes salieron a las calles en la región de Oromia y la capital Addis Abeba el 30 de junio de 2020 para expresar su agravio y exigir justicia por la muerte de Hachalu.
Los activistas oromo han establecido paralelismos con las protestas de George Floyd en los Estados Unidos, aunque los críticos argumentaron que tales afirmaciones eran defectuosas y sirvieron como coartada para la violencia por motivos étnicos. El 30 de junio, grupos de jóvenes deambulaban por los barrios de Addis Abeba. , edificios públicos y negocios privados fueron destruidos y negocios saqueados. Ese mismo día, tres explosiones ocurrieron en Addis Abeba, matando tanto a algunos de los perpetradores como a transeúntes. Siete civiles y tres policías murieron, "ya sea golpeados con piedras o disparados, o una serie de bombardeos". En las manifestaciones en Adama, nueve manifestantes murieron y otros 75 resultaron heridos.
En Ambo, la ciudad natal de Hachalu, tres policías y 78 civiles murieron en el "caos" que rodeó su funeral, incluido uno de los tíos de Hachalu. Al menos nueve de los civiles fueron asesinados por las fuerzas de seguridad.
En Shashamane, la violencia fue particularmente generalizada, con "hasta 150" personas asesinadas allí solo, según el subcomisionado regional de policía, Girma Gelan. Los informes de testigos presenciales afirmaron que "todos menos 4 o 5 edificios" en el centro de la ciudad habían sido incendiados, y que la comunidad rastafari había sido atacada debido a su asociación con el emperador Haile Selassie. Testigos que hablaron con Voice of America describieron cómo fueron atacados los centros comerciales, restaurantes, residencias y hoteles propiedad de "forasteros", incluido uno propiedad del célebre corredor Haile Gebrselassie. Las víctimas describieron la violencia como un objetivo; Según Yohannes Wolde, director de una gran escuela privada, el Centro de Educación Dinkinesh, los alborotadores incendiaron tres campus separados de la escuela en diferentes partes de la ciudad, así como su residencia privada, que era la única casa en el área (habiendo huido ya con su familia) para ser atacado. Temam Hussein, alcalde de Shashamane, dijo que si bien las protestas inicialmente habían sido pacíficas, "algunas [personas] tenían una agenda para desviarlas hacia conflictos étnicos y saqueos".
Dos personas murieron a tiros en Chiro, mientras que los manifestantes en Harar derribaron una estatua de Ras Makonnen Wolde Mikael. En Adama, los manifestantes prendieron fuego a la oficina del alcalde y trataron de apoderarse de la sede de la emisora estatal regional. La violencia también fue grave en Bale Robe, Ziway y Negele Arsi. En Ziway, las personas inocentes fueron etiquetadas como "neftegna" (amárico: ነፍተኛ, literalmente "portador de rifles", connotando un colono) y fueron blanco de agresiones, según varios testigos. En su significado literal, neftegna significa "portador de armas". Se refiere a los ocupantes militares que se establecieron en el sur de Etiopía, incluida la actual región de Oromia, naciones del sur, nacionalidades y pueblos, región de Gambela y región de Benishangul-Gumuz desde finales del siglo XIX en adelante. Este fue un desarrollo histórico que llegó a su fin en 1974 con la caída de la monarquía del emperador Haile Sellasie y el ascenso al poder del régimen comunista de Dergue. Sin embargo, Neftengna es un nombre que a menudo se relaciona con la etnia Amhara, el segundo grupo étnico más poblado de Etiopía.
Las tensiones interreligiosas añaden otra capa de complejidad. Algunos nacionalistas oromo retratan a la iglesia cristiana ortodoxa como parte de la estructura de poder predominantemente amhara bajo el antiguo régimen imperial, al que acusan de suprimir sus identidades y cultura durante siglos. Durante los enfrentamientos en Etiopía de octubre de 2019, los líderes cristianos ortodoxos informaron de turbas que apuntaban a sus feligreses e iglesias, mientras que los manifestantes también atacaron una mezquita en Adama, en el centro de Oromia. De hecho, atacar a las iglesias ortodoxas como símbolo del antiguo establecimiento es un problema que no se limita a Oromia; Los manifestantes atacaron iglesias en la región de Somalí en agosto de 2018 y en la Región de Naciones, Nacionalidades y Pueblos del Sur en julio de 2019. El Primer Ministro Abiy Ahmed estableció grupos de la sociedad civil como el Consejo Interreligioso y ancianos de los distintos grupos étnicos para estimular el diálogo entre las élites y las bases. Tras estos esfuerzos, los miembros de la comunidad de la diáspora etíope pedían tolerancia y coexistencia entre los seguidores de las dos religiones principales de Etiopía. Los enfrentamientos entre Amhara y Oromo en varias universidades han agudizado las tensiones. El aumento de las tensiones religiosas corre el riesgo de convertir una disputa política sobre el reparto del poder federal entre Amhara y Oromo en una contienda sectaria. Del mismo modo, la violencia entre las fuerzas de seguridad de Amhara y la milicia compuesta por personas Qemant dejó decenas de muertos. Los qemant son una minoría en Amhara que buscan una mayor autonomía. Los líderes del TPLF también están enojados por el desplazamiento de alrededor de 100,000 tigrayanos.